# Criogènia
La criogènia és una branca de la física que estudia les tecnologies per a produir, mantenir i aplicar temperatures molt baixes. L'interval de temperatures que es consideren criogèniques ha estat establert entre −150 °C i el zero absolut (–273,16 °C o 0 K), l'inici de l'escala kelvin, i a la teòricament el moviment molecular s'acostaria al mínim possible o cessaria. Les temperatures criogèniques s'expressen generalment en l'escala absoluta o kelvin, en la qual el zero absolut s'escriu com 0 K, sense signe de grau.
La criobiologia, una subbranca de la criogènia, estudia les temperatures baixes en els organismes.
En estat líquid, elements com el nitrogen o l'heli tenen moltes aplicacions criogèniques. El nitrogen líquid és l'element més utilitzat en la criogènia i se'l pot comprar legalment arreu del món. L'heli líquid també té un ús estès i permet assolir temperatures encara més baixes.
Aquests gasos són mantinguts en recipients especials coneguts com a flascons Dewar o vasos Dewar, que mesuren aproximadament 1,8 metres d'alçada i 90 centímetres de diàmetre, però també es fan servir tancs gegants en operacions comercials a gran escala. Els vasos Dewar foren anomenats en honor del seu inventor James Dewar, el primer a aconseguir liquar l'hidrogen.
Un altre ús de la criogènia són els combustibles criogènics. Es componen principalment d'oxigen i hidrogen i són utilitzats com a combustible de coets. El comerç internacional de gas natural es fa en la seva forma criogènica, el gas natural liquat o GNL.